# Categoría Primera B 2018
Die Categoría Primera B 2018, nach einem Sponsor auch Torneo Águila genannt, war die achtundzwanzigste Spielzeit der zweiten kolumbianischen Spielklasse im Fußball der Herren, die von der División Mayor del Fútbol Profesional Colombiano (DIMAYOR) ausgerichtet wurde.
Die Absteiger aus der Categoría Primera A 2017 waren Cortuluá aus Tuluá und Tigres FC aus Bogotá. Am 14. November standen Cúcuta Deportivo und Unión Magdalena als Aufsteiger fest. Im Finale setzte sich Cúcuta Deportivo durch und wurde somit zum dritten Mal Zweitliga-Meister.

## Modus
Der Modus hat sich im Vergleich zum Vorjahr verändert. Es wird ein Turnier gespielt, in dem alle Mannschaften in Hin- und Rückspielen gegeneinander spielen. Die ersten acht Mannschaften qualifizieren sich für die Finalrunde. Die Finalrunde besteht aus einer Gruppenphase mit zwei Gruppen mit jeweils vier Mannschaften, die in Hin- und Rückspielen die beiden Teilnehmer am Finale ermitteln. Der Meister steigt direkt auf. Der unterlegene Finalist spielt in einem weiteren Spiel gegen den bestplatzierten Verein der Gesamttabelle den zweiten Aufsteiger aus. Sollte der unterlegene Finalist der bestplatzierte Verein der Gesamttabelle sein, so wird kein zweites Aufstiegsspiel ausgetragen und der Vizemeister steigt ebenfalls direkt auf.

## Teilnehmer
Die folgenden Vereine nehmen an der Spielzeit 2018 teil. Fortaleza FC zog von Zipaquirá nach Cota um.
| Mannschaft | Stadt                  | Stadion                                         | Kapazität          |
| --- | ---------------------- | ----------------------------------------------- | ------------------ |
| Atlético FC | Cali                   | Pascual Guerrero                                | 35.405             |
| Barranquilla FC | Barranquilla           | Metropolitano Romelio Martínez                  | 58.000 11.000      |
| Bogotá FC | Bogotá                 | Metropolitano de Techo                          | 10.000             |
| Cortuluá | Tuluá 1 Cali Palmira   | Doce de Octubre Pascual Guerrero Rivera Escobar | 16.000 35.405 9000 |
| Cúcuta Deportivo | Cúcuta                 | General Santander                               | 42.901             |
| Deportes Quindío | Armenia                | Centenario                                      | 20.716             |
| Deportivo Pereira | Pereira                | Hernán Ramírez Villegas                         | 31.192             |
| Fortaleza FC | Cota                   | Municipal de Cota                               | 4000               |
| Llaneros FC | Villavicencio          | Manuel Calle Lombana                            | 15.000             |
| Orsomarso SC | Palmira                | Rivera Escobar                                  | 9000               |
| Real Cartagena | Cartagena Barranquilla | Jaime Morón León Romelio Martínez 2             | 16.068 11.000      |
| Real Santander | Floridablanca          | Álvaro Gómez Hurtado                            | 12.000             |
| Unión Magdalena | Santa Marta            | Sierra Nevada                                   | 16.000             |
| Universitario Popayán | Popayán                | Ciro López                                      | 5000               |
| Tigres FC | Bogotá                 | Metropolitano de Techo                          | 10.000             |
| Valledupar FC | Valledupar             | Armando Maestre Pavajeau                        | 10.000             |
| 1 Cortuluá wich aufgrund von Umbauarbeiten am Stadion in Tuluá in der Hinrunde nach Cali und Palmira aus.2 Real Cartagena trug das letzte Heimspiel der Finalrunde aufgrund fehlenden Flutlichts im eigenen Stadion in Barranquilla aus. |                        |                                                 |                    |

## Ligaphase

### Tabelle
| Pl.                       | Verein                | Sp. | S  | U  | N  | Tore    | Diff. | Punkte |
| ------------------------- | --------------------- | --- | -- | -- | -- | ------- | ----- | ------ |
| 1.                        | Cúcuta Deportivo      | 30  | 21 | 8  | 1  | 052:170 | +35   | 71     |
| 2.                        | Unión Magdalena       | 30  | 17 | 9  | 4  | 053:220 | +31   | 60     |
| 3.                        | Deportivo Pereira     | 30  | 15 | 8  | 7  | 043:310 | +12   | 53     |
| 4.                        | Real Cartagena        | 30  | 13 | 8  | 9  | 040:340 | +6    | 47     |
| 5.                        | Cortuluá (A)          | 30  | 11 | 11 | 8  | 040:410 | −1    | 44     |
| 6.                        | Deportes Quindío      | 30  | 11 | 10 | 9  | 029:330 | −4    | 43     |
| 7.                        | Valledupar FC         | 30  | 10 | 11 | 9  | 040:380 | +2    | 41     |
| 8.                        | Llaneros FC           | 30  | 9  | 12 | 9  | 033:330 | ±0    | 39     |
| 9.                        | Fortaleza FC          | 30  | 9  | 11 | 10 | 039:380 | +1    | 38     |
| 10.                       | Barranquilla FC       | 30  | 8  | 11 | 11 | 036:450 | −9    | 35     |
| 11.                       | Tigres FC (A)         | 30  | 7  | 13 | 10 | 030:350 | −5    | 34     |
| 12.                       | Universitario Popayán | 30  | 8  | 9  | 13 | 036:460 | −10   | 33     |
| 13.                       | Bogotá FC             | 30  | 8  | 7  | 15 | 030:490 | −19   | 31     |
| 14.                       | Atlético FC           | 30  | 7  | 8  | 15 | 029:420 | −13   | 29     |
| 15.                       | Orsomarso SC          | 30  | 7  | 7  | 16 | 020:310 | −11   | 28     |
| 16.                       | Real Santander        | 30  | 3  | 9  | 18 | 027:420 | −15   | 18     |
| Stand: Ende der Ligaphase |                       |     |    |    |    |         |       |        |

| (A) | Absteiger aus der Categoría Primera A: Cortuluá, Tigres FC |

## Finalrunde
Bei Punktegleichstand ist der Tabellenplatz der Ligaphase entscheidend.

### Gruppe A
| Pl. | Verein           | Sp. | S | U | N | Tore    | Diff. | Punkte |
| --- | ---------------- | --- | - | - | - | ------- | ----- | ------ |
| 1.  | Cúcuta Deportivo | 6   | 4 | 1 | 1 | 009:300 | +6    | 13     |
| 2.  | Cortuluá         | 6   | 3 | 0 | 3 | 008:900 | −1    | 09     |
| 3.  | Llaneros FC      | 6   | 2 | 1 | 3 | 007:900 | −2    | 07     |
| 4.  | Real Cartagena   | 6   | 2 | 0 | 4 | 007:100 | −3    | 06     |

| 21. Oktober 2018  |     |                  |                                             |
| Llaneros FC       | 1:1 | Cúcuta Deportivo | Estadio Manuel Calle Lombana, Villavicencio |
| 23. Oktober 2018  |     |                  |                                             |
| Cortuluá          | 3:0 | Real Cartagena   | Estadio Doce de Octubre, Tuluá              |
| 28. Oktober 2018  |     |                  |                                             |
| Cúcuta Deportivo  | 1:0 | Cortuluá         | Estadio General Santander, Cúcuta           |
| Real Cartagena    | 3:0 | Llaneros FC      | Estadio Jaime Morón León, Cartagena         |
| 31. Oktober 2018  |     |                  |                                             |
| Llaneros FC       | 5:0 | Cortuluá         | Estadio Manuel Calle Lombana                |
| Cúcuta Deportivo  | 3:0 | Real Cartagena   | Estadio General Santander                   |
| 5. November 2018  |     |                  |                                             |
| Real Cartagena    | 1:2 | Cúcuta Deportivo | Estadio Jaime Morón León                    |
| Cortuluá          | 3:0 | Llaneros FC      | Estadio Doce de Octubre                     |
| 11. November 2018 |     |                  |                                             |
| Llaneros FC       | 1:0 | Real Cartagena   | Estadio Manuel Calle Lombana                |
| Cortuluá          | 1:0 | Cúcuta Deportivo | Estadio Doce de Octubre                     |
| 14. November 2018 |     |                  |                                             |
| Cúcuta Deportivo  | 2:0 | Llaneros FC      | Estadio General Santander                   |
| Real Cartagena    | 3:1 | Cortuluá         | Estadio Romelio Martínez, Barranquilla      |

### Gruppe B
| Pl. | Verein            | Sp. | S | U | N | Tore    | Diff. | Punkte |
| --- | ----------------- | --- | - | - | - | ------- | ----- | ------ |
| 1.  | Unión Magdalena   | 6   | 5 | 1 | 0 | 013:400 | +9    | 16     |
| 2.  | Deportes Quindío  | 6   | 3 | 1 | 2 | 010:700 | +3    | 10     |
| 3.  | Deportivo Pereira | 6   | 3 | 0 | 3 | 010:100 | ±0    | 09     |
| 4.  | Valledupar FC     | 6   | 0 | 0 | 6 | 001:130 | −12   | 0      |

| 20. Oktober 2018  |     |                   |                                              |
| Valledupar FC     | 1:3 | Deportes Quindío  | Estadio Armando Maestre Pavajeau, Valledupar |
| 21. Oktober 2018  |     |                   |                                              |
| Unión Magdalena   | 3:0 | Deportivo Pereira | Estadio Sierra Nevada, Santa Marta           |
| 28. Oktober 2018  |     |                   |                                              |
| Deportivo Pereira | 4:0 | Valledupar FC     | Estadio Hernán Ramírez Villegas, Pereira     |
| 29. Oktober 2018  |     |                   |                                              |
| Deportes Quindío  | 1:1 | Unión Magdalena   | Estadio Centenario de Armenia, Armenia       |
| 1. November 2018  |     |                   |                                              |
| Unión Magdalena   | 2:0 | Valledupar FC     | Estadio Sierra Nevada                        |
| 2. November 2018  |     |                   |                                              |
| Deportivo Pereira | 1:3 | Deportes Quindío  | Estadio Hernán Ramírez Villegas              |
| 4. November 2018  |     |                   |                                              |
| Valledupar FC     | 0:2 | Unión Magdalena   | Estadio Armando Maestre Pavajeau             |
| 6. November 2018  |     |                   |                                              |
| Deportes Quindío  | 1:2 | Deportivo Pereira | Estadio Centenario de Armenia                |
| 12. November 2018 |     |                   |                                              |
| Unión Magdalena   | 2:1 | Deportes Quindío  | Estadio Sierra Nevada                        |
| Valledupar FC     | 0:1 | Deportivo Pereira | Estadio Armando Maestre Pavajeau             |
| 15. November 2018 |     |                   |                                              |
| Deportivo Pereira | 2:3 | Unión Magdalena   | Estadio Hernán Ramírez Villegas              |
| Deportes Quindío  | 1:0 | Valledupar FC     | Estadio Centenario de Armenia                |

### Finale
Das Hinspiel wurde am 18. und das Rückspiel am 26. November 2018 ausgetragen. Beide Mannschaften standen schon vor dem Finale als Aufsteiger in die erste Liga fest. Cúcuta Deportivo gewann beide Begegnungen und wurde damit zum dritten Mal Zweitliga-Meister.
|                 | Gesamt |                  | Hinspiel | Rückspiel |
| --------------- | ------ | ---------------- | -------- | --------- |
| Unión Magdalena | 0:3    | Cúcuta Deportivo | 0:1      | 0:2       |

#### Hinspiel
| Paarung          | Unión Magdalena – Cúcuta Deportivo |
| Ergebnis         | 0:1 (0:0) |
| Datum            | 18. November 2018 um 15:15 Uhr (UTC−5) |
| Stadion          | Estadio Sierra Nevada, Santa Marta |
| Schiedsrichter   | Mario Herrera (Meta) |
| Tore             | 0:1 Jeysen Núñez (90.) |
| Unión Magdalena  | César Giraldo, Fabián Cantillo (93. Erwin Carrillo), Julio Murillo, Dixon Rentería, Aníbal Mosquera (46. Juan Carlos Pereira), Jhojan Valencia, Jhon Montaño, Ricardo Márquez, Jhonier Viveros, Cristhian Subero, David Ferreira (71. Diego Armando Ruiz) Cheftrainer: Harold Rivera |
| Cúcuta Deportivo | Jhonny Da Silva, Johnny Mostasilla, Braynner García, Robert Carvajal, Harrinson Mancilla, Mateo Muñoz (89. Carlos Andrés Ramírez), James Castro, Luis Miranda (69. Jhon Vásquez), Carlos Sinisterra, Diego Chica (56. Jeysen Núñez), Jhonathan Agudelo Cheftrainer: Lucas Pusineri   |
| Gelbe Karten     | Julio Murillo – Diego Chica, James Castro, Robert Carvajal, Carlos Sinisterra |
| Platzverweise    | Jhojan Valencia – keine |

#### Rückspiel
| Paarung          | Cúcuta Deportivo – Unión Magdalena |
| Ergebnis         | 2:0 (1:0) |
| Datum            | 26. November 2018 um 19:30 Uhr (UTC−5) |
| Stadion          | Estadio General Santander, Cúcuta |
| Schiedsrichter   | David Nicolás Rodríguez (Bogotá) |
| Tore             | 1:0 Jhonathan Agudelo (23.) 2:0 Carlos Sinisterra (71.) |
| Cúcuta Deportivo | Juan Camilo Chaverra, Henry Obando, Darwin Carrero, Braynner García, Mauricio Duarte, Diego Chica, Harrison Mancilla, Jhon Vásquez (91. Jeysen Núñez), Mateo Muñoz, Wilberto Cosme (58. Carlos Sinisterra), Jhonathan Agudelo Cheftrainer: Lucas Pusineri |
| Unión Magdalena  | César Giraldo, Cristhian Subero, Dixon Rentería, Julio Murillo, Jhon Montaño, Aníbal Mosquera, Jhojan Valencia, Fabián Cantillo, David Ferreira, Bayron Garcés, Ricardo Márquez (80. Erwin Carrillo) Cheftrainer: Harold Rivera                           |
| Gelbe Karten     | keine – Christian Subero, Julio Murillo, Jhon Montaño, David Ferreira |

## Gesamttabelle
| Pl.               | Verein                | Sp. | S  | U  | N  | Tore    | Diff. | Punkte |
| ----------------- | --------------------- | --- | -- | -- | -- | ------- | ----- | ------ |
| 1.                | Cúcuta Deportivo      | 38  | 27 | 9  | 2  | 064:200 | +44   | 90     |
| 2.                | Unión Magdalena       | 38  | 22 | 10 | 6  | 066:290 | +37   | 76     |
| 3.                | Deportivo Pereira     | 36  | 18 | 8  | 10 | 053:410 | +12   | 62     |
| 4.                | Real Cartagena        | 36  | 15 | 8  | 13 | 047:440 | +3    | 53     |
| 5.                | Cortuluá              | 36  | 14 | 11 | 11 | 048:500 | −2    | 53     |
| 6.                | Deportes Quindío      | 36  | 14 | 11 | 11 | 038:400 | −2    | 53     |
| 7.                | Llaneros FC           | 36  | 11 | 13 | 12 | 040:420 | −2    | 46     |
| 8.                | Valledupar FC         | 36  | 10 | 11 | 15 | 041:510 | −10   | 41     |
| 9.                | Fortaleza FC          | 30  | 9  | 11 | 10 | 039:380 | +1    | 38     |
| 10.               | Barranquilla FC       | 30  | 8  | 11 | 11 | 036:450 | −9    | 35     |
| 11.               | Tigres FC             | 30  | 7  | 13 | 10 | 030:350 | −5    | 34     |
| 12.               | Universitario Popayán | 30  | 8  | 9  | 13 | 036:460 | −10   | 33     |
| 13.               | Bogotá FC             | 30  | 8  | 7  | 15 | 030:490 | −19   | 31     |
| 14.               | Atlético FC           | 30  | 7  | 8  | 15 | 029:420 | −13   | 29     |
| 15.               | Orsomarso SC          | 30  | 7  | 7  | 16 | 020:310 | −11   | 28     |
| 16.               | Real Santander        | 30  | 3  | 9  | 18 | 027:420 | −15   | 18     |
| Stand: Saisonende |                       |     |    |    |    |         |       |        |

## Torschützenliste
Bei gleicher Anzahl von Treffern sind die Spieler alphabetisch geordnet.
| Pl. | Spieler          | Mannschaft            | Tore |
| --- | ---------------- | --------------------- | ---- |
| 1.  | Feiver Mercado   | Cortuluá              | 27   |
| 2.  | Ricardo Márquez  | Unión Magdalena       | 20   |
| 3.  | Jonathan Agudelo | Cúcuta Deportivo      | 17   |
| 4.  | Diego Herazo     | Valledupar FC         | 16   |
| 5.  | Wilson España    | Universitario Popayán | 12   |
| 6.  | Diego Echeverri  | Deportivo Pereira     | 11   |
| 7.  | Néstor Arenas    | Real Santander        | 10   |
| 7.  | Henry Castillo   | Bogotá FC             | 10   |
| 7.  | Yorley Mena      | Deportivo Pereira     | 10   |
| 7.  | Jorge Obregón    | Real Cartagena        | 10   |
| 7.  | Juan Salcedo     | Real Cartagena        | 10   |
| 7.  | Jhonier Viveros  | Unión Magdalena       | 10   |